# ブラジリン
ブラジリン (Brazilin) は、ブラジルボクの心材から得られる赤色色素であり、Natural Red 24としても知られる。少なくとも中世から繊維の染色に用いられ、また、絵具やインクを作るのにも用いられている。

色は製法によって変わり、酸性溶液では黄色、アルカリ性溶液では赤色になる。青黒色の前駆体でヒドロキシ基が1つ少ないヘマトキシリンと強い関連がある。ブラジレインは、ブラジリンの酸化型である。

## 供給源
ブラジルボクやスオウを含むジャケツイバラ属の多くの種がブラジリンを産生する。スオウは、インド、マレーシア、インドネシア、スリランカで見られ、中世初期にはヨーロッパへの主要な供給源であった。後に、新世界でブラジルボクが発見されて染料産業で人気となり、乱伐に至った。そのためブラジルボクは、現在絶滅危惧種とされている。

## 抽出と製造
ブラジリンの抽出や製造には様々な方法がある。中世に発展し良く用いられる方法は、最初にブラジルボクをおがくずにし、灰汁（深い紫赤色になる）または熱いミョウバン溶液（橙赤色になる）に浸す。どちらの方法でも、水を使うよりも良く抽出される。灰汁抽出液にはミョウバン、ミョウバン抽出液には灰汁を加えて色を固定し、沈殿させる。沈殿物を乾燥させて粉末にする。
多くのレーキ顔料と同様に、得られた色は溶液や固定剤のpHに依存する。アルミニウム媒染剤は標準の赤色を作り、SnCl2やSnCl4の形でスズ媒染剤を加えるとピンク色を得られる。
ブラジルボクの粉末を卵白やアラビアゴム溶液に浸すと、透明な赤色が得られる。色が発現し定着するのを助けるためにミョウバンが加えられる。透明インクや絵の具を作るのに用いられる。
またヘマテインと同様に、ブラジリンはアルミニウムと組み合わせることで、細胞核の染色に用いることもできる。細胞核は、青色ではなく赤色に染まる。